# Бархатница амазийская
Бархатница амазийская, или сатир амасийский (лат. Satyrus amasinus) — вид дневных бабочек в составе семейства Бархатницы.

## Этимология латинского названия
Amasinus (топонимическое) — Амасья — местность в Турции.

## Ареал
Ареал простирается от Малой Азии на Ближний Восток, Турцию и Закавказье.
В Восточной Европе (включая Кавказ) встречается локально в предгорном и горном Дагестане: Сарыкумский бархан, Талгинское ущелье, хребет Чонкатау, с. Кака-Шура, окрестности поселка Ахты.
Бабочки населяет горные, хорошо прогреваемые степи с каменистыми выходами и кустарниковыми зарослями на высотах от 200 до 2000 м над ур. моря.

## Биология
За год развивается в одном поколении. Время лёта длится с начала июня до первых чисел августа. Самцы взлетают на вершины холмов и, медленно спускаясь вниз, выискивают в полёте самок. При этом самцы вибрируют своими широко расставленными крыльями, что позволяет лететь очень медленно. Территориального поведения к другим самцам не проявляют. Бабочки кормятся нектаром цветков различных сложноцветных.
Самки откладывают яйца поштучно на стебли злаков рода мятлик, которые являются кормовыми растениями гусениц. Зимуют яйца. Гусеницы появляются ранней весной, прогрызая оболочку яйца в верхней части.